# Vampirul din Brooklyn
Vampirul din Brooklyn (titlu original: Vampire in Brooklyn, cunoscut și ca Wes Craven's Vampire in Brooklyn) este un film american de comedie de groază din 1995 regizat de Wes Craven. Rolurile principale au fost interpretate de actorii Eddie Murphy, Angela Bassett, Allen Payne, Kadeem Hardison, John Witherspoon, Zakes Mokae și Joanna Cassidy. Murphy, pe lângă rolul vampirului Maximillian, mai interpretează un predicator alcoolic și un gangster italian. Filmul a fost lansat în Statele Unite la 27 octombrie 1995.

## Prezentare
Maximillian aparține unei linii lungi de vampiri exilați timp de secole în Caraibe. El decide să meargă la New York cu intenția de a găsi un suflet pereche care îi va da urmași. La sosirea sa în oraș, încep să apară primele victime.  Curând, Maximillian descoperă o femeie polițist pe nume Rita Veder ...

## Distribuție
- Eddie Murphy - Maximillian / predicatorul Pauly / gangsterul Guido
- Angela Bassett - Detectiv Rita Veder
- Allen Payne - Detectiv Justice
- Kadeem Hardison - Julius Jones
- John Witherspoon - Silas Green
- Zakes Mokae - Dr. Zeko
- Joanna Cassidy - Căpitan Dewey
- W. Earl Brown - ofițer de poliție
- Simbi Khali - Nikki

## Producție
Cascadorul afro-american Sonja Davis s-a accidentat mortal după ce a căzut 13 m.

## Primire
Vampire in Brooklyn a fost lansat pentru a coincide cu sezonul de Halloween. Filmul a avut recenzii majoritar negative și este considerat cel mai slab film atât al lui Murphy cât și al lui Craven. Anul următor, în 1996, Craven a avut un succes enorm cu franciza Scream, iar Murphy s-a concentrat pe filme de familie ca refacerea Profesorul Trăsnit.
Rotten Tomatoes a dat filmului un rating de 10% pe baza a 29 de recenzii ale criticii, consensul fiind că filmul nu este „nici înfricoșător și nici foarte amuzant”. Pe Metacritic, are un scor de 27%.
Roger Ebert a dat filmului o stea din 4, afirmând că: "Filmul nu este plăcut la vizionare. Este mai întunecat decât Se7en, dar fără un scop anume."